# Praga (Warszawa)

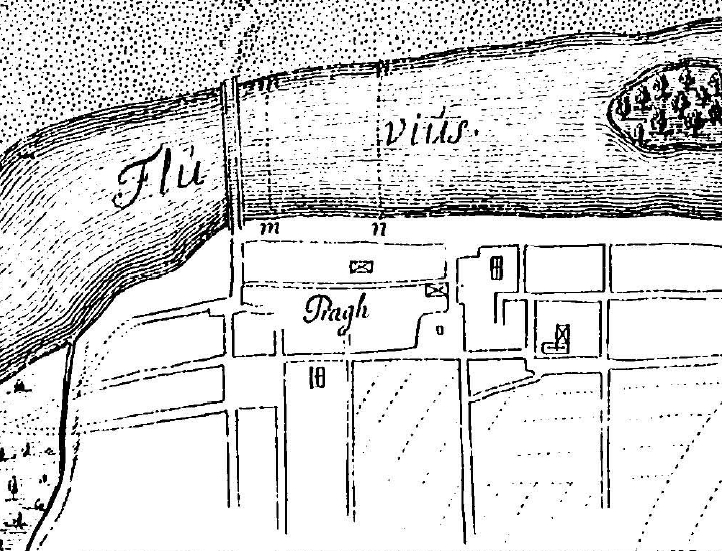
Miasto Praga (1705)

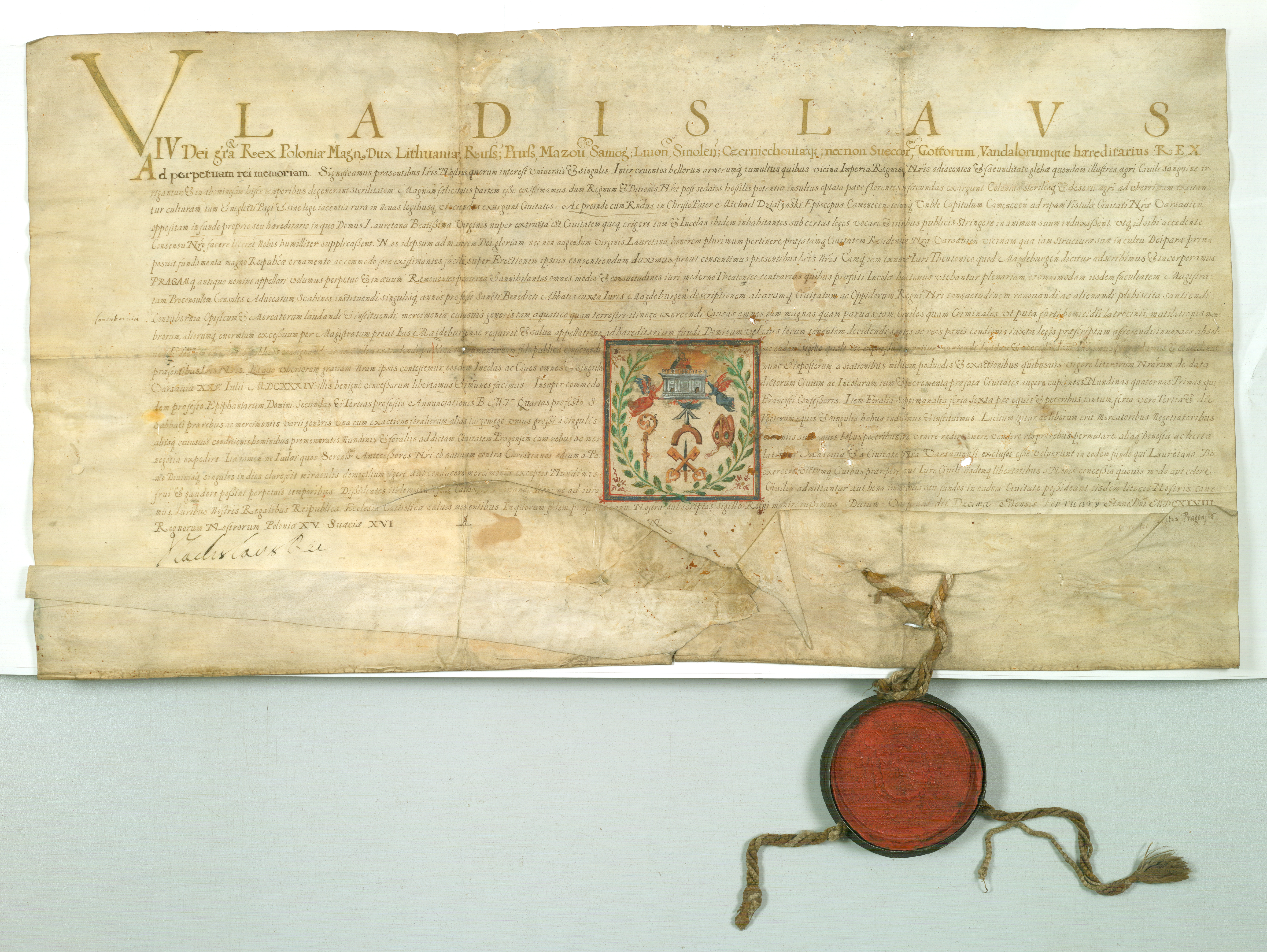
Nadanie praw miejskich Pradze przez króla Władysława IV Wazę (dokument przechowywany w AGAD)

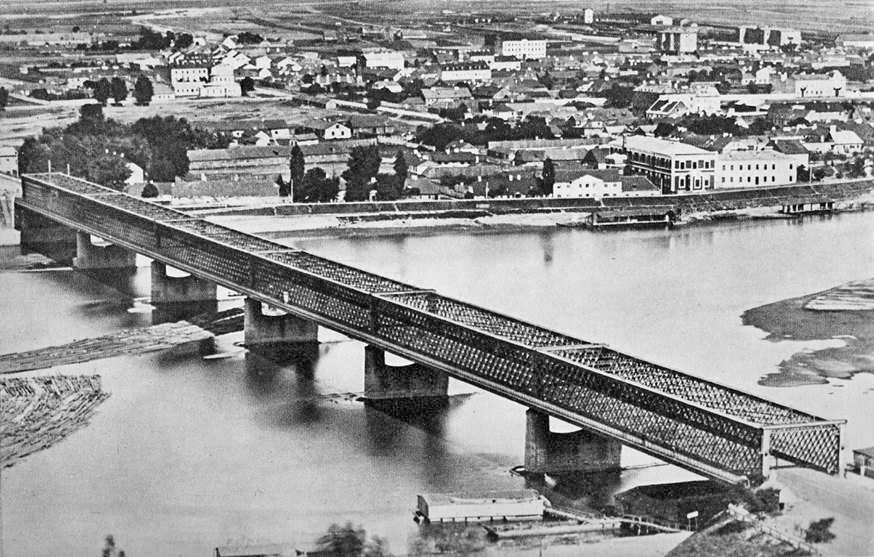
Most Kierbedzia i Praga widziane z wieży Zamku Królewskiego (1873)

Praga – centralna część prawobrzeżnej Warszawy (leżąca na wschód od Wisły), dawniej miasto.
Nazwą tą bywa określana cała prawobrzeżna część stolicy.

## Podział administracyjny
W okresie międzywojennym istniało starostwo grodzkie Warszawa-Praga utworzone 5 lipca 1928 i obejmujące całą prawobrzeżną Warszawę w ówczesnych granicach, czyli okręgi-dzielnice: 14. Praga-Północ I, 15. Praga-Południe I, 17. Grochów, 18. Golędzinów, 24. Targówek i 25. Bródno. Numery odpowiadały rzymskim numerom komisariatów Policji Państwowej, co było kontynuacją numeracji cyrkułów, jak ówcześnie nazywano dzielnice.
Od lat 50. podział był na dzielnice:
- Praga-Południe II
- Praga-Północ II
- Praga Śródmieście
- Wawer

a następnie prawobrzeżna część miasta podzielona była tylko na dwie dzielnice, gdyż połączono Pragę Północ II z Pragą Śródmieście w Pragę północ III i Pragę Południe II z Wawrem w Pragę-Południe III:
- Praga-Południe III
- Praga-Północ III (obejmującą największą część historycznej Pragi).

Po kolejnych zmianach podziału administracyjnego miasta od 2003 prawobrzeżna część miasta dzieli się na siedem dzielnic:
- Praga-Południe IV (projektowana nazwa Grochów)
- Praga-Północ IV (projektowana nazwa Praga)
- Białołęka (w tym Tarchomin)
- Targówek (w tym Bródno)
- Rembertów
- Wawer
- Wesoła.

Jednak określanie ich wszystkich mianem Pragi jest dyskusyjne.

## Historia
Historyczna Praga była osadą, leżącą nad Wisłą naprzeciwko Starego Miasta i Mariensztatu, wzmiankowaną po raz pierwszy w 1432. Jej nazwa pochodzi od czasownika „prażyć” (wypalać), gdyż została założona na terenach po wypalonym lesie.

### Miasto Praga
Wieś szlachecka Praga położona była w 1580 w powiecie warszawskim ziemi warszawskiej województwa mazowieckiego.
Praga została założona przez biskupa kamienieckiego Michała Działyńskiego. 10 lutego 1648 r. król Władysław IV Waza nadał Pradze prawa miejskie. Miasto uzyskało m.in. prawo wyłaniania władz miejskich z burmistrzem, rajcami, wójtem i ławnikami, zakładania cechów, prowadzenia handlu wodnego i lądowego, wydawania wyroków w sprawach cywilnych i kryminalnych oraz organizowania czterech jarmarków w roku. Dysydentom zabroniono posiadania nieruchomości, a Żydom prowadzenia handlu.
W XVIII wieku na prawym brzegu Wisły znajdowały się trzy jurydyki:
- Skaryszew-Kamion, założony w 1641,
- Praga, założona w 1648,
- Golędzinów, założony w 1764.

Praga Biskupia uzyskała lokację miejską w 1648 roku, zdegradowana w 1794 roku.
W 1791 Pragę przyłączono do Warszawy na mocy ustawy Prawo o miastach, znoszącej wszelkie jurydyki, a uchwalonej przez Sejm Czteroletni. Faktyczne jej włączenie nastąpiło w 1794.

### Praga podczas zaborów i wojen

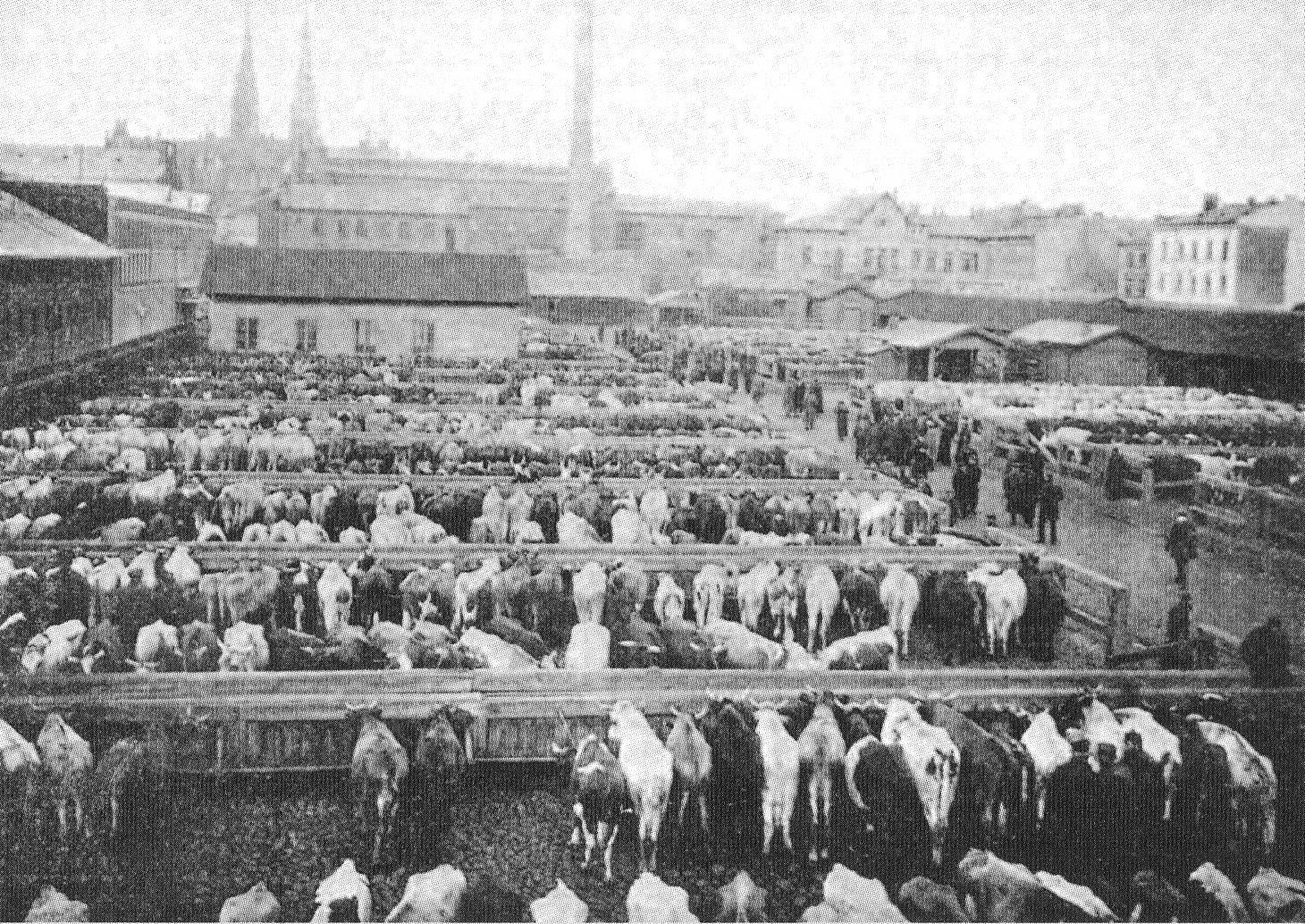
Targ bydła na Pradze, 1912

W XVII, XVIII i XIX wieku Praga była wielokrotnie niszczona i palona: podczas potopu szwedzkiego, szturmu i rzezi Pragi (4 listopada 1794), w latach 1806–1811 przy budowie fortyfikacji podczas wojen napoleońskich oraz w czasie powstania listopadowego (bitwa o Olszynkę Grochowską i bitwa pod Wawrem).
W 1816 ustanowiono oddzielny urząd burmistrza dla Pragi, który został zniesiony w 1832.
Powstanie dworców Petersburskiego, Terespolskiego i mostu Kierbedzia przyspieszyło rozwój gospodarczy Pragi i spowodowało szybki wzrost liczby ludności. Rosnący popyt na produkty żywnościowe i drewno oraz nowe możliwości wykorzystania kolei do transportowania towarów z terenów Cesarstwa Rosyjskiego (w tym zboża i bydła) sprzyjały funkcjonowaniu tam wielkich targowisk. W 1882 na posesji znajdującej się między ulicami: Targową, Ząbkowską i Brzeską otwarto istniejący do dzisiaj bazar Różyckiego.
Cyrkuł Praga był ostatni w numeracji – VII, VIII oraz XII. Następnie został on podzielony na dwa XIV i XV staropraski i nowopraski, które miały być później nazwane okręgami Praga-Północ i Praga-Południe.
W 1869 uruchomiono niewielki wodociąg zaprojektowany przez Alfonsa Grotowskiego. Został on zamknięty w 1896 po doprowadzeniu na Pragę sieci wodociągowej z lewobrzeżnej części miasta.
W 1913 Praga liczyła ok. 90 tys. mieszkańców, głównie robotników i kolejarzy oraz osób napływających do Warszawy ze wschodnich terenów Królestwa.
5 sierpnia 1915 wycofujące się na wschód wojska rosyjskie wysadziły w powietrze wszystkie trzy warszawskie mosty (Kierbedzia, Poniatowskiego oraz most przy Cytadeli). Rosjanie opuścili Pragę 9 sierpnia 1915.

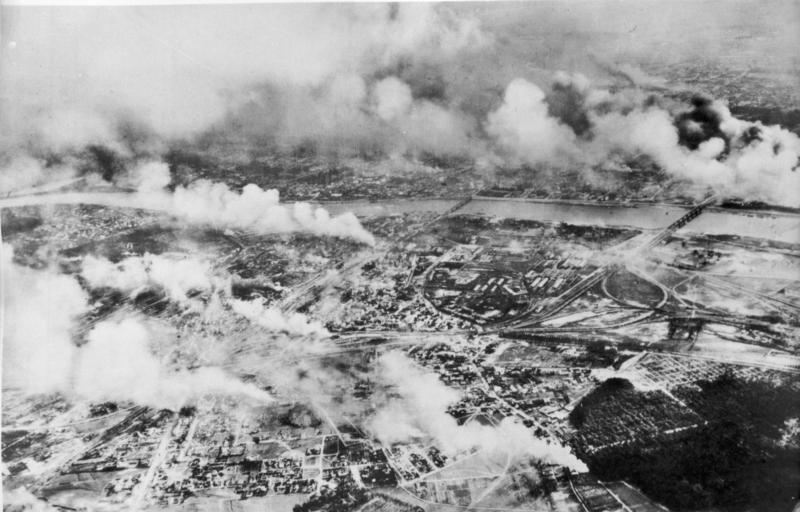
Płonąca Warszawa we wrześniu 1939, na pierwszym planie Targówek, dalej Praga

Zabudowa Pragi, w znaczącej części drewniana, ucierpiała w czasie obrony Warszawy we wrześniu 1939. 5 września 1939 niemieckie lotnictwo uszkodziło główny przewód wodociągowy przy ul. Zygmuntowskiej, w pobliżu mostu Kierbedzia, pozbawiając Pragę dostaw wody.
Po kilkudniowych walkach, 15 września 1944, Praga została wyzwolona spod okupacji niemieckiej przez oddziały Armii Czerwonej i Wojska Polskiego. W tym czasie w prawobrzeżnej Warszawie mieszkało ok. 130 tys. osób, co stanowiło ok. połowę ludności z okresu sprzed powstania warszawskiego. Wśród nich prawie nie było mężczyzn w wieku 18–50 lat, wywiezionych wcześniej przez Niemców do Rzeszy. Front na Wiśle odciął Pragę od elektrowni, gazowni i stacji wodociągów; nie było elektryczności, telefonów i nie kursowały tramwaje. Pragę szybko podłączono jednak do niewielkiej elektrowni w Falenicy i uruchomiono straż pożarną.
Podczas II wojny światowej Praga została zniszczona w 25%. Zniszczeniu uległo ok. 85% największych zakładów przemysłowych. W mniejszym stopniu ucierpiały mniejsze zakłady przemysłowe i rzemieślnicze oraz budynki mieszkalne. W ciągu kolejnych czterech miesięcy Praga znajdowała się na linii frontu, z czego przez pierwsze sześć tygodni nie tylko od strony Wisły, ale również od strony północnej. Miasto było w tym czasie intensywnie ostrzeliwane przez Niemców.

### Praga współcześnie
Podczas II wojny światowej Praga nie uległa tak dużym zniszczeniom jak lewobrzeżna część Warszawy. Już jesienią 1944 miały tu swe tymczasowe siedziby nowe władze. W kolejnych latach na Pradze zlokalizowano jedne z największych zakładów przemysłowych w Warszawie – Fabrykę Samochodów Osobowych oraz zbudowano Stadion Dziesięciolecia. Jednak przez kolejne dziesięciolecia Pragę zaniedbano. Brakowało inwestycji w infrastrukturę mieszkaniową (do dziś można tu znaleźć budynki z widocznymi zniszczeniami wojennymi), kulturę (nieliczne teatry i kina), komunikację.
W tej części miasta zachował się przez długie lata specyficzny praski folklor (zwyczaje mieszkańców zauważalne m.in. w ubiorze, handel na Bazarze Różyckiego, kapliczki na podwórkach kamienic itp., stosunkowo dużo tradycyjnych zakładów rzemieślniczych).
Dopiero w ostatnich latach przybyło na Pradze inwestycji: część budynków poddano renowacji (na przykład kamienice wzdłuż ulicy Ząbkowskiej, czy zabytkowe obiekty położone na terenie Warszawskiej Wytwórni Wódek „Koneser”), w 2022 roku zakończono budowę II linii metra na wschód od Wisły, prowadzona jest modernizacja linii tramwajowych. Praga zaczęła cieszyć się zainteresowaniem artystów i turystów – powstało tu wiele galerii i małych lokali gastronomicznych, w nowych budynkach coraz chętniej osiedlają się nowi mieszkańcy.

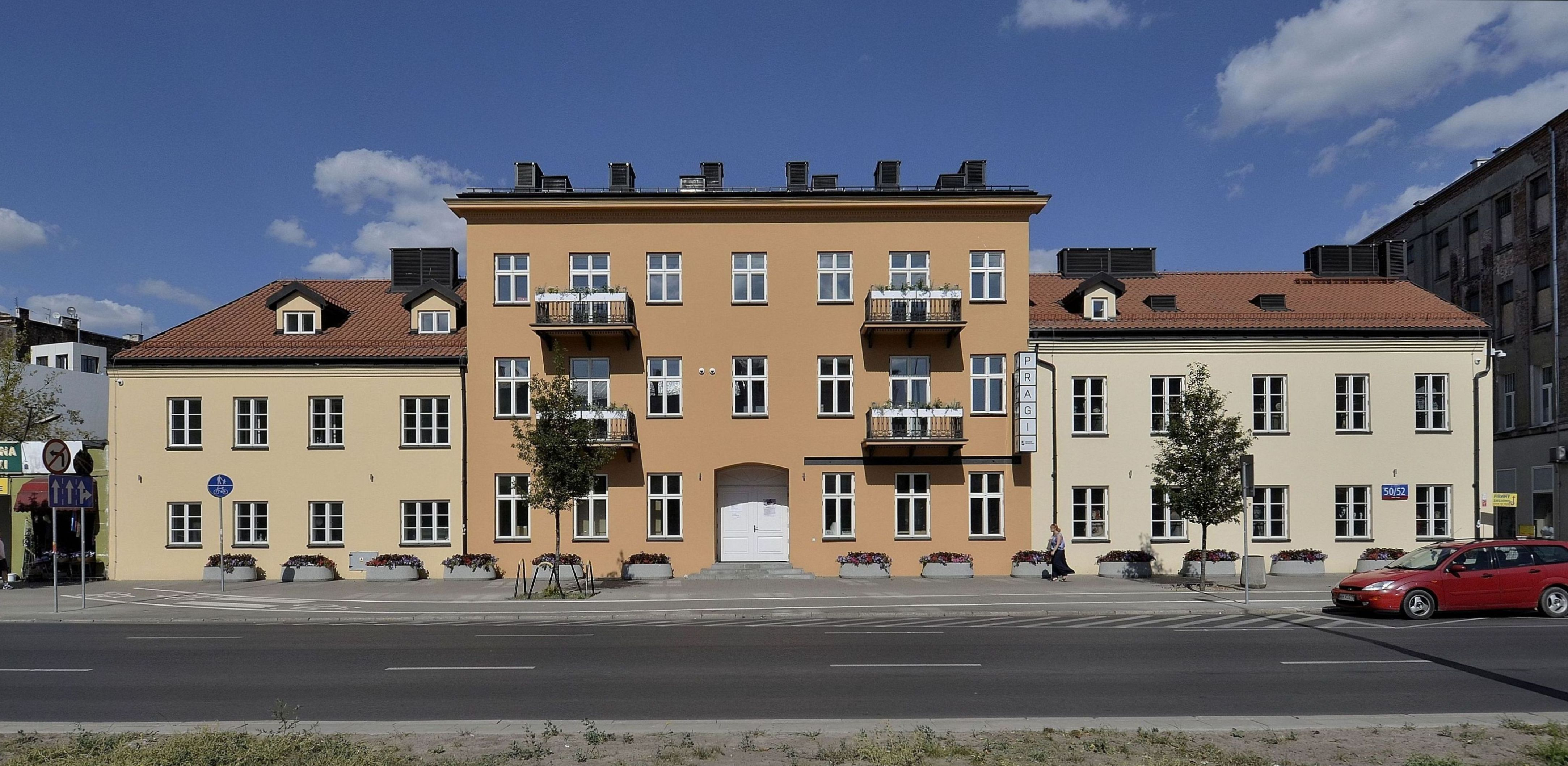
Muzeum Warszawskiej Pragi

W 2007 utworzono Muzeum Warszawskiej Pragi. Od 2015 działa ono we własnej siedzibie przy ul. Targowej 50/52 jako oddział Muzeum Warszawy.
Dużym atutem Pragi jest brzeg Wisły, który ma charakter zbliżony do naturalnego.

## Praga w administracji kościelnej
W Kościele katolickim Praga jest centralnym ośrodkiem diecezji warszawsko-praskiej, utworzonej w 1992. Katedrą diecezji jest bazylika św. Michała i św. Floriana.
Na Pradze znajduje się również drugi kościół o randze katedry – sobór metropolitalny Świętej Równej Apostołom Marii Magdaleny, który jest katedrą diecezji warszawsko-bielskiej i zarazem główną cerkwią Polskiego Autokefalicznego Kościoła Prawosławnego.